# Parque nacional de Calanques
El Parque Nacional de Calanques (del francés: Parc National des Calanques) es un espacio natural protegido francés situado en el departamento de Bocas del Ródano, región de Provenza-Alpes-Costa Azul. Fue creado el 18 de abril de 2012 por decreto del primer ministro. Es uno de los primeros parques nacionales «periurbanos» de Europa. Con áreas en tierra y mar, el perímetro del corazón del parque se extiende por tres ciudades: Marsella, Cassis y La Ciotat.
En total, el espacio protegido cubre 8300 hectáreas terrestres y 43 500 hectáreas de aguas.